# Region Kamtschatka
Koordinaten: 58° 0′ N, 160° 0′ O
Die Region Kamtschatka (russisch Камчатский край Kamtschatski krai) ist ein Föderationssubjekt Russlands, das am 1. Juli 2007 durch Zusammenschluss der beiden Subjekte Oblast Kamtschatka (171.266 km²) und Autonomer Kreis der Korjaken (293.899 km²) gebildet wurde. Geografisch nimmt es die gesamte Halbinsel Kamtschatka sowie einige Gebiete nördlich hiervon ein.

## Allgemeines
Grundlage für den Zusammenschluss war eine Volksabstimmung in den beiden Subjekten am 23. Oktober 2005, bei der sich jeweils die Mehrheit der Einwohner dafür aussprach. Darauf basierend verabschiedete der russische Föderationsrat am 7. Juli 2006 das Gesetz „Über die Bildung eines neuen Föderationssubjektes innerhalb der Russischen Föderation durch den Zusammenschluss der Oblast Kamtschatka und des Autonomen Kreises der Korjaken“, das die Bildung der Region Kamtschatka zum 1. Juli 2007 festschrieb. Die Hauptstadt der Region ist die vormalige Oblasthauptstadt Petropawlowsk-Kamtschatski. Bei den Landkreisen (Rajons) wurde die alte Gliederung der beiden Subjekte beibehalten.
De facto existierten die beiden Subjekte jedoch noch weiter. So waren zum Zeitpunkt der Vereinigung weder die Schaffung einheitlicher Institutionen für beide Gebietseinheiten noch die Zusammenführung ihrer Gesetzgebung vollzogen. Da es zwischen dem Süden der Halbinsel und dem bisherigen Korjakischen Kreis keinerlei befestigte Straßen gibt und der Flugverkehr wetterbedingt nur unregelmäßig stattfindet, dürfte die ökonomische und soziale Teilung zwischen dem Süden und dem extrem dünn besiedelten Norden der Region noch bis auf Weiteres fortbestehen.
Als Vertreter im russischen Föderationsrat für Kamtschatka wurde am 13. Oktober 2021 bis September 2026 Waleri Andrejewitsch Ponomarjow wiedergewählt.

## Bevölkerung
Die Volkszählung 2024 ergab eine Einwohnerzahl von 288.947 Personen. Die einheimischen Korjaken sind ein paläosibirisches Volk. Sie sind aber in ihrer Heimatrepublik nur eine kleine Minderheit (6.640 Personen oder 2,1 % der Bevölkerung). Die große Mehrheit der Bewohner gehört zu slawischen Volksgruppen, darunter Russen mit 252.609 (78,4 %), Ukrainer mit 11.488 (3,6 %) und Weißrussen mit 1.883 (0,6 %) Angehörigen. Weitere bedeutende Minderheiten sind die Koreaner, Tataren und Mordwinen sowie andere Zuwanderer aus ehemaligen Sowjetrepubliken (Armenier, Aserbaidschaner, Usbeken etc.). Neben den Korjaken gibt es weitere kleine Gruppen von sibirischen Völkern. Zu ihnen zählen die Itelmenen (2.394 Personen; 0,74 %), Ewenen (1.872 Personen; 0,58 %), Kamtschadalen (1.551 Personen; 0,48 %) und Tschuktschen (1.496 Personen; 0,46 %). Bei der letzten Volkszählung gaben 28.084 Menschen (8,7 %) keine ethnische Zugehörigkeit an. Bei diesem Personenkreis handelt es sich vermutlich oft um slawisch-sibirische Mischlinge russischer Sprache, die sich weder zu den Einheimischen noch zu den Zuwanderern zählen wollten.
Amtssprachen sind Korjakisch im ehemals unabhängigen Autonomen Gebiet der Korjaken und Russisch. Neben Anhängern der Russisch-Orthodoxen Kirche gibt es auch zahlreiche Schamanisten und wenige Muslime (v. a. Tataren).

## Verwaltungsgliederung
Die Region Kamtschatka gliedert sich in elf Rajons und drei Stadtkreise. Den Rajons sind insgesamt fünf Stadt- und 47 Landgemeinden (entsprechend gorodskoje posselenije und selskoje posselenije) mit zusammen 81 Ortschaften unterstellt (Stand: 2015, letzte Änderung 2012). In den Rajons Jelisowski und Milkowski im Gebiet um das Regionszentrum Petropawlowsk-Kamtschatski befindet sich fast die Hälfte aller Ortschaften; dort und in den ebenfalls in diesem Teil der Region befindlichen Stadtkreisen Petropawlowsk-Kamtschatski und Wiljutschinsk leben zusammen fast 90 % der Einwohner. In den anderen Rajons umfassen die Gemeinden zumeist jeweils nur die namensgebende Ortschaft, in seltenen Fällen zwei Ortschaften. In den Rajons Oljutorski, Penschinski, Sobolewski und Ust-Bolscherezki gibt es außerdem insgesamt sechs Ortschaften auf gemeindefreiem Gebiet (meschselennaja territorija).
Vier Rajons und der in Folge ausgegliederte Stadtkreis Palana des früheren Autonomen Kreises der Korjaken besitzen bis heute unter dieser Bezeichnung einen Sonderstatus innerhalb der Region (in den Tabellen grau hinterlegt).

### Stadtkreise

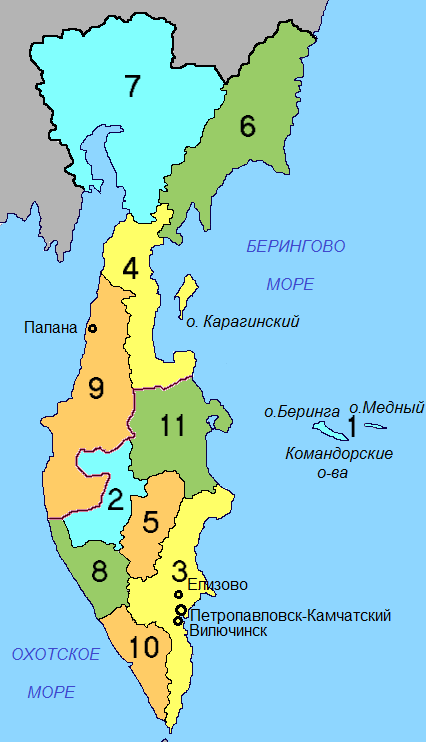
Verwaltungsgliederung (Nummern der Rajons in der ersten Tabellenspalte)

| [ A 1 ] | Stadtkreis                 | Einwohner | Fläche (km²) | Bevölkerungs- dichte (Ew./km²) |
| ------- | -------------------------- | --------- | ------------ | ------------------------------ |
| II      | Palana                     | 003.508   | ?            | ?                              |
| III     | Petropawlowsk-Kamtschatski | 194.431   | 362          | 537                            |
| I       | Wiljutschinsk              | 025.401   | 341          | 74                             |

### Rajons
| [ A 1 ] | Rajon            | Einwohner | Fläche (km²) | Bevölkerungs- dichte (Ew./km²) | Stadt- bevölkerung | Land- bevölkerung | Verwaltungssitz | Weitere Orte           | Anzahl Stadt- gemeinden | Anzahl Land- gemeinden |
| ------- | ---------------- | --------- | ------------ | ------------------------------ | ------------------ | ----------------- | --------------- | ---------------------- | ----------------------- | ---------------------- |
| 1       | Aleutski         | 00580     | 001.507      | 0,38                           | –                  | 00580             | Nikolskoje      |                        | –                       | 1                      |
| 2       | Bystrinski       | 02.518    | 023.377      | 0,11                           | –                  | 02.518            | Esso            |                        | –                       | 2                      |
| 3       | Jelisowski       | 63.716    | 040.996      | 1,55                           | 40.558             | 23.158            | Jelisowo        | Wulkanny               | 2                       | 8                      |
| 4       | Karaginski       | 04.641    | 040.641      | 0,11                           | 02.111             | 02.530            | Ossora          |                        | 1                       | 5                      |
| 5       | Milkowski        | 10.783    | 022.590      | 0,48                           | –                  | 10.783            | Milkowo         |                        | –                       | 2                      |
| 6       | Oljutorski       | 05.144    | 072.352      | 0,07                           | –                  | 05.144            | Tilitschiki     |                        | –                       | 7                      |
| 7       | Penschinski      | 02.483    | 116.086      | 0,02                           | –                  | 02.483            | Kamenskoje      |                        | –                       | 5                      |
| 8       | Sobolewski       | 2.721     | 021.076      | 0,13                           | –                  | 02.721            | Sobolewo        |                        | –                       | 3                      |
| 9       | Tigilski         | 04.620    | 063.484      | 0,07                           | –                  | 04.620            | Tigil           |                        | –                       | 7                      |
| 10      | Ust-Bolscherezki | 09.408    | 020.626      | 0,46                           | 4.682              | 04.726            | Ust-Bolscherezk | Osernowski, Oktjabrski | 2                       | 4                      |
| 11      | Ust-Kamtschatski | 12.291    | 040.837      | 0,30                           | –                  | 12.291            | Ust-Kamtschatsk |                        | –                       | 3                      |

Anmerkungen:
1. 1 2  Nummer des Rajons/Stadtkreises (in alphabetischer Reihenfolge der Namen im Russischen)
2. 1 2 3 4 5  gehört zur Administrativ-territorialen Einheit mit besonderem Status (Administratiwno-territorialnaja jediniza s ossobym statussom) Autonomer Kreis der Korjaken
3. ↑  SATO („Geschlossene Stadt“)
4. ↑  Siedlungen städtischen Typs bzw. Stadtgemeinden
5. ↑  umfasst die Kommandeurinseln

## Städte und städtische Siedlungen
In der Region Kamtschatka gibt es neben der mit Abstand größten Stadt, dem Verwaltungszentrum der Region Petropawlowsk-Kamtschatski, noch zwei weitere Städte, Jelisowo und die „geschlossene Stadt“ (SATO) Wiljutschinsk, sowie drei Siedlungen städtischen Typs.
Die Stadt Kljutschi und die städtischen Siedlungen Ust-Bolscherezk, Ust-Kamtschatsk, Oktjabrski verloren ihren Status zwischen 2004 und 2010 und wurden zu Dörfern (Selo) herabgestuft.
| Stadt*/Städt. Siedlung      | Russischer Name          | Rajon      | Einwohner (14. Oktober 2010) |
| --------------------------- | ------------------------ | ---------- | ---------------------------- |
| Jelisowo*                   | Елизово                  | Jelisowski | 39.569                       |
| Ossora                      | Оссора                   | Karaginski | 2.133                        |
| Palana                      | Палана                   | Stadtkreis | 3.155                        |
| Petropawlowsk-Kamtschatski* | Петропавловск-Камчатский | Stadtkreis | 179.780                      |
| Wiljutschinsk*              | Вилючинск                | Stadtkreis | 22.905                       |
| Wulkanny                    | Вулканный                | Jelisowski | 1.608                        |

## Natur
Die Halbinsel Kamtschatka zählt mehr als 160 Vulkane, von denen 29 als aktiv gelten. Hier befindet sich auch die Kljutschewskaja Sopka, der größte Vulkan Eurasiens, sowie das Tal der Geysire und der Kurilensee, ein Calderasee unweit der Südspitze.

## Wirtschaft
Die Hauptwirtschaftszweige der Region sind Jagd, Fischerei, Bergbau (unter anderem Gold und Steinkohle) sowie Tourismus. In der Landwirtschaft dominiert die Rentierhaltung. Außerdem ist die Region Kamtschatka Standort größerer Militärstützpunkte.